# アリョーシャ・アサノビッチ
アリョーシャ・アサノビッチ（Aljoša Asanović、1965年12月14日 - ）は、ユーゴスラビア・スプリト（現・クロアチア領）出身のクロアチアの元サッカー選手。ポジションはMF。選手時代はサッカーユーゴスラビア代表、サッカークロアチア代表として選出されている。日本語では「アリョシャ・アサノヴィッチ」、「アリオシャ・アサノビッチ」と表記される事もある。
1980年代後半から1990年代に活躍した。ズボニミール・ボバンやダヴォール・シューケルらと共にクロアチア代表を、同国初のUEFA欧州選手権（1996年イングランド大会）及びFIFAワールドカップ（1998年フランスW杯）に導いた選手として有名である。
左足から、多彩な球種のラストパスで決定期を生み出す、一流のパサーであった。
クロアチア代表監督のブラジェビッチは、「アサノビッチは代表チームの首相である。」と評していた。

## クラブ経歴
最初は、地元のハイドゥク・スプリトのユースでキャリアをスタート。1984年に同チームのプロチームに昇格し、6シーズンに渡ってプレーした。この間173試合46得点をマークし、1986-87シーズンには最初のタイトルとなるユーゴスラビア・カップ優勝を果たした。
1990年シーズンより、フランスのリーグ・アンに移籍。メスを皮切りに、カンヌ、モンペリエに所属した。メスでは35試合13得点，カンヌでは28試合7得点，モンペリエでは43試合10得点を挙げ、4シーズンで106試合30得点と活躍した。
1994年シーズンより古巣のハイドゥク・スプリトに復帰。チームは1994-95シーズンの国内リーグ戦と国内カップ戦の2冠を達成した。国内リーグ戦優勝により出場したUEFAチャンピオンズリーグ 1994-95では、予選でレギア・ワルシャワ（ポーランド）相手に2ndレグで2得点を挙げる活躍（この試合は4-0で圧勝）を見せ、クロアチアのクラブ史上初の本戦出場を果たした。本戦のグループリーグでもベンフィカ（ポルトガル）に次ぐ2位で突破し、準々決勝でアヤックス（オランダ）に1stレグで0-0と善戦するも、2ndレグで0-3と敗れたが、これまたクロアチアのクラブ史上初の8強入りを果たした。この大会での活躍が認められ、1995-96シーズンの途中にはリーガ・エスパニョーラのレアル・バリャドリードにレンタル移籍した。
1996-97シーズン、プレミアリーグのダービー・カウンティに移籍、10番を背負い1シーズン半を過ごし、優れたゲームメークを見せるなど、1シーズン目には大きなインパクトを残した。2シーズン目は怪我で限られた出場機会となり、シーズン途中当時セリエAの下位に低迷していたナポリがセリエB降格を回避する切り札として獲得した。しかし度重なる監督交代もあり、15試合に出場したのみで、活躍出来ず、チームはセリエBに降格した。その後はギリシャ・スーパーリーグのパナシナイコス，ブンデスリーガ (オーストリア)のアウストリア・ウィーンを経て、2001年シーズンには初めてUEFA外で、Aリーグのシドニー・ユナイテッドでプレーした。2002年に、古巣・ハイドゥク・スプリトに3度目の復帰をして1試合だけ出場し、現役生活に終止符を打った。
1999年にACヴェネツィア（セリエA）に移籍した名波浩の穴埋めに、ジュビロ磐田フロント陣が、獲得に動いていたが（当時の監督だった桑原隆が獲得を拒否したため、チームは獲得を断念した。

## 代表経歴
1987年にユーゴスラビア代表に選出され、1988年までに3試合出場した。但し、ユーゴスラビア代表では得点することはできなかった。
1990年にクロアチア代表にも選出。10月17日にスタディオン・マクシミール（ザグレブ）で行われたアメリカ代表との親善試合で先制ゴールを挙げ、これが自身の代表初ゴールとなった。1996年のヨーロッパ選手権ではグループリーグのトルコ戦、デンマーク戦でそれぞれ1アシストを決めて、クロアチア史上初のメジャー大会での決勝トーナメント進出に貢献した。
1997年、6月8日に国立霞ヶ丘競技場陸上競技場で行われた、キリンカップサッカーの日本戦では、0-3でリードされた後半31分と後半40分（FKとPK）に連続して得点を挙げ、代表では初の2ゴールを決めた。
1998年、ワールドカップフランス大会ではグループリーグ6月20日の日本戦で、後半32分に中西永輔を振り切って正確なセンタリングを上げ、これをシューケルが合わせて先制ゴール。この試合の勝利（1-0）の立役者となった。ラウンド16のルーマニア戦でもスーケルの決勝ゴールをアシスト、準々決勝ではフランスに敗れたがこの試合でもスーケルへのアシストを決めた。この大会ではチームの中心選手として全7試合にフル出場、チームの3位に貢献した。
代表には2000年5月28日のフランスとの対戦まで招集され、62試合3ゴールという成績を残している。

### 引退後
引退後は、2006年よりクロアチア代表のアシスタントコーチを務め、2006年ドイツW杯出場に貢献した。その後、2012年～2013年にはロコモティフ・モスクワ（ロシア）のアシスタントコーチをやった後、2015年よりDAC 1904ドゥナイスカー・ストレダ（スロバキア）のテクニカルディレクターに就いている。

## 代表歴

### 出場大会
- ユーゴスラビア代表
- クロアチア代表
  - 1998 FIFAワールドカップ

### 試合数
- 国際Aマッチ 3試合 0得点（1987年-1988年、ユーゴスラビア）[9]
- 国際Aマッチ 62試合 3得点（1990年-2000年、クロアチア）[9]

| ユーゴスラビア代表 | 国際Aマッチ | 国際Aマッチ |
| 年                 | 出場        | 得点        |
| ------------------ | ----------- | ----------- |
| 1987               | 2           | 0           |
| 1988               | 1           | 0           |
| 通算               | 3           | 0           |

| クロアチア代表 | 国際Aマッチ | 国際Aマッチ |
| 年             | 出場        | 得点        |
| -------------- | ----------- | ----------- |
| 1990           | 1           | 1           |
| 1991           | 1           | 0           |
| 1992           | 0           | 0           |
| 1993           | 0           | 0           |
| 1994           | 7           | 0           |
| 1995           | 5           | 0           |
| 1996           | 13          | 0           |
| 1997           | 8           | 2           |
| 1998           | 14          | 0           |
| 1999           | 9           | 0           |
| 2000           | 4           | 0           |
| 通算           | 62          | 3           |

## 獲得タイトル
- ユーゴスラビア・カップ優勝：1回 (1986-87)
- プルヴァHNL優勝：1回 (1994-95)
- フルヴァツキ・ノゴメトニ・クプ優勝：1回 (1994-95)